# Мозъчен тумор
Мозъчният тумор е вид тумор, образуващ се при развитието на абнормални клетки в главния мозък. Мозъчните тумори се разделят на две основни групи – злокачествени (ракови) и доброкачествени (неракови). Друга класификация е на първични тумори, които възникват първоначално в главния мозък, и вторични, които се разпространяват в мозъка от тумори, възникнали извън него. Всички видове мозъчни тумори могат да предизвикват симптоми, вариращи в зависимост от размера на тумора и засегнатата част на мозъка. Симптомите могат да включват главоболие, припадъци, проблеми със зрението, повръщане и умствени промени, както и трудности при ходене и говор.

## Диагностика
Диагностицирането на мозъчен тумор често включва медицински преглед, неврологичен преглед и изображаващи процедури като компютърна томография (КТ) или магнитен резонанс (МР).

## Лечение
Лечението на мозъчен тумор може да включва хирургия, радиотерапия, химиотерапия или комбинация от тези методи.

## Прогноза
Прогнозата за пациенти с мозъчен тумор варира в зависимост от типа тумор, неговата степен на агресивност, възрастта на пациента и общото му здравословно състояние.